# Stefano Di Bonaventura
Stefano Di Bonaventura (Roma, 17 agosto 1966 – Palermo, 13 ottobre 1986) è stato un militare italiano, carabiniere ausiliario dell'Arma dei Carabinieri, insignito di medaglia d'oro al valor militare.

## Biografia
Carabiniere ausiliario all'età di 20 anni si trovava presso un'agenzia di viaggi in via Emerico Amari a Palermo per acquistare i biglietti per ritornare a casa e ricongiungersi con i suoi affetti. Improvvisamente entrarono due rapinatori e, il giovane militare con sprezzo del pericolo nonostante fosse libero dal servizio, decise di intervenire ingaggiando una colluttazione con i due malviventi. Al termine del violento conflitto uno dei due rapinatori esplose un colpo di pistola alle spalle del militare causandone il ferimento. Egli nell'ultimo tentativo di bloccare i malviventi costretti alla fuga si trascina fuori dall'agenzia esplodendo alcuni colpi con l'arma in dotazione cadendo esanime.